# ウルヴァリン:X-MEN ZERO
『ウルヴァリン:X-MEN ZERO』（- エックスメン ゼロ、X-Men Origins: Wolverine）は、マーベル・コミックの架空のキャラクター「ウルヴァリン」をベースにした、2009年のアメリカのスーパーヒーロー映画。監督はギャヴィン・フッド、脚本はデイヴィッド・ベニオフとスキップ・ウッズが務め、ヒュー・ジャックマン、リーヴ・シュレイバー、ダニー・ヒューストン、ドミニク・モナハン、ライアン・レイノルズらが出演する。「X-MEN」シリーズの4作目であり、ウルヴァリン三部作の第1作目であり、X-MENオリジナル三部作のスピンオフ／続編にあたる。

## ストーリー
1845年のカナダで、若きジェームズ・ハウレットはグランドキーパーをしていたトーマス・ローガンによって父親が殺害されるのを目撃する。そのショックによってジェームズのミュータント能力が覚醒し、骨の長い爪が手から生え、そしてローガンを刺し殺した。だがローガンは死の間際に自分こそがジェームズの父親であると告げる。
ジェームズはその後1世紀以上にわたって兄のビクター・クリードとともに生き延び、南北戦争や二度の世界大戦に参加して戦い方を学んだ。しかし、ビクターは徐々に獣としての凶暴性が目立ち始め、ベトナム戦争のときには村人女性を暴行しようとし、止めに入った上官を殺してしまう。ジェームズは兄を庇ったため、ビクターと共に銃殺刑に処されるが、再生能力のため二人とも生き返り、牢獄に収監される。そこへ軍人のウィリアム・ストライカーが現れ、エージェント・ゼロ、ウェイド・ウィルソン、ジョン・ライス、フレッド・デュークス、クリス・ブラッドリーらを含むミュータントで編成された特殊部隊「チームX」へ二人をスカウトする。二人はチームに加わり、一行はダイヤモンドを取り扱うアフリカの某武装グループを襲撃し、リーダーの男に、持っていた黒い鉱石はどこで入手したかを聞き出す。一行は鉱石が取れたという村へと向かい、力ずくで制圧し村人の一人からその鉱石が落下して来た隕石から取れた物だと聞かされる。落下した場所まで案内させようとするが、村人達は神聖な物だとして頑なに教えようとしなかった。それに対しストライカーはビクターを焚き付けるが、ジェームズは民間人すら犠牲にしようとするビクターやグループの非人道的な行いに疑問を持ち、その場から立ち去りチームを脱退する。
6年後、ジェームズはローガンと名乗るようになり、恋人のケイラ・シルバーフォックスと共にカナダで暮らしていた。そこへストライカー大佐が現れ、何者かがチームXのメンバーを殺しているとローガンに警告する。
その後まもなく、ビクターによってケイラは殺害され、ビクターに挑んだローガンも返り討ちにされ、重傷を負う。ストライカーは、ビクターを倒す方法を教えるとしてローガンにかつて捜索したアフリカの隕石から採取した鉱石より生成される不壊の金属「アダマンチウム」の結合手術によって骨格を強化する「ウェポンX」計画を受けさせる。手術の前にローガンは、「ウルヴァリン」と記された新しい認識票を求めた。
だが、手術中にストライカーの「記憶を消すんだ」という発言をローガンは聞き、ストライカーの研究所から脱出。その後エージェント・ゼロを含む軍隊からも追われるようになり指名手配されながらも、ジョンやフレッドといった元チームXメンバーを訪ねながらビクターを追い掛ける。
その一方、ストライカーはビクターに殺されたウェイド・ウィルソンに改造手術を行い、元チームXの仲間を始めとする多くのミュータントの能力（ローガンのヒーリング・ファクター、ライスの短距離テレポート、サイクロップスの破壊光線、オプティック・ブラストなど）を兼ね備える超人兵器「ウェポンXI(イレブン)」を誕生させ、ウルヴァリンの抹殺を命令する。

## 登場人物
ローガン / ウルヴァリン
本作の主人公。
本名はジェームズ・ハウレットで、ビクターからはジミーと呼ばれている。子供の頃は病気がちで、よく熱を出して寝込んでいた。あるときに父親のジョンがトーマスに殺されるのを目撃し、そこで彼は手の甲から骨の爪を出す能力に目覚め、トーマスを刺し殺す。しかし、自分の実の父親がジョンではなくトーマスであると死に際の彼から教えられ、母親の不貞の事実と父親殺しの光景に酷く錯乱した彼は家を飛び出してしまう。すぐに彼を追ってきたビクターに諭され、その後はビクターと行動を共にしていく。彼の壮大な物語の始まりであった。
それからビクターと共に150年以上にわたって生きていき、その時代の数々の戦争に身を投じていく。
ヒーリング・ファクターによって銃撃を負っても致命傷になることが無いほどの驚異的な回復力を持ち、肉体の老化も外見年齢にして四十代前後で止まっている。手の拳の間から3本の骨の爪を出すことができる。のちに改造によって全身の骨格にアダマンチウムを注入されたことで、並大抵の攻撃も寄せ付けなくなり、3本の骨の爪もアダマンチウムの刃となる。長いあいだ戦場に身を投じてきた経験により、改造前からミュータント能力を利用しての高い戦闘力を持つ。
喫煙（葉巻）が好きで、戦争中でも吸っている。また、悪人に対しては容赦なく殺人を行うが、民間人の殺害などにはためらいを見せ、それがビクターとの確執となっていく。チームXの非人道的な面を見て、チームXから抜ける決断をする。
終盤にストライカーに「アダマンチウム製の弾丸」で眉間を撃ち抜かれ、脳を損傷する。ヒーリング・ファクターによって致命傷には至らなかったが、ストライカーの目論見通り全ての記憶を失ってしまう。彼に残ったのは「ローガン」「ウルヴァリン」というドッグタグネームと、その能力だけとなった。最後は最愛の女性の亡骸に朧気な様子を見せるも、静かにその場を立ち去った。
ビクター・クリード / セイバートゥース
本作のもう一人の主人公である男性ミュータント。両手十指より伸ばす鋭い爪を主とし、後述の四足移動による戦闘術と高いヒーリング・ファクターを持つ。
ローガンの兄であり、お互いの出自と本性を深く理解していると同時に反目し合う仲となっていく。幼少の頃から爪は独特の形をしており、すでにミュータント能力は覚醒していた模様。ローガンが殺人衝動を否定するのに対し、ビクターはそれを肯定し、戦場でのレイプや民間人殺害にも全くためらいを見せない殺人狂である。
チームXとしてスカウトされるも、ローガンが袂を分かったことで二人の確執は決定的となる。数年後にチームメイトであったブラッドリーを殺害し、ついにローガンの前に現れて彼の恋人であったシルバーフォックスを殺害して因縁を作りあげる。
戦闘力はかなり高く、爪の一撃を用いた近接攻撃を得意とし、ヒーリング・ファクターで銃撃をも物ともしない。ローガンと同じく老化は四十代前後で止まっており、不老。走る際には四足歩行の動物のようなモーションでビルの壁すら駆け上れる。強化される前のローガンを圧倒し、彼の骨の爪をへし折ることで憎しみを増幅させることに成功する。だが、アダマンチウムで強化されたローガンとの戦闘では増強された筋力とアダマンチウムの攻撃力に完敗する。ローガンとほぼ同じ能力を持つが、ウェポンXへの強化手術は耐えられないとストライカーに判断されている。
最終決戦後は、「（兄弟の）縁は切った」と言うローガンに兄弟の関係は消せないと語るも改めて決別の意を受け、薄ら笑いを浮かべながら、崩れゆくコンクリートの施設から立ち去っていった。
ジョン・ライス / ケストレル
テレポート能力を持つ男性ミュータント。陽気で親切な性格。
チームXでは戦闘向きではないためか表に出ることは少なく、サポート役に徹することが多かった。
その後、ストライカーのミュータントを収集する姿勢に恐怖しチームを脱退、フレッドと共にボクシングジムを経営していた。
やがてビクターを探す為にジムを訪れたローガンに協力する。後に現れたビクターとの戦闘では能力によって一時優勢となるも、テレポートの移動場所を読まれて体内に拳を突き込まれ絶命した。
クリス・ブラッドリー / ボルト
電気関連の超能力を持つ男性ミュータント。電気の通うものならばエレベーターから模型の電車、電球、果ては飛行機や遊園地のアトラクションまでなんでも操れる。
チームXに参加していたが、後に脱退。移動サーカスで「1ドルで三回チャレンジ、電球を消してみせろ」という芸で小銭を稼いでいた（実際には能力で操っているため、何をやろうが消すことはできない）。ビクターに居場所を突き止められ、殺害される。
フレッド・デュークス / ブロブ
巨体と怪力を持つ男性ミュータント。かっとなりやすい。
チームXに参加していた当時は戦車砲の砲弾を拳で弾き返すほどの頑強な体をしていた。
後にチームを脱退し、ジョンと共にボクシングジムを経営するも、摂食障害によりかなりの肥満体型となってしまう。ジムで減量に励んでいるが、真面目にやっておらず、あまり成果は見られない。但し、今の体型は自分でも気にしている様で、「デブ」は禁句。
ストライカーの情報を知っており、それをネタにウルヴァリンとのボクシング勝負をする。初めは能力によりダメージが入らずローガンを苦戦させるが、迂闊にもローガンに止めの頭突きをした瞬間、アダマンチウムの骨格によって逆に脳震盪を起こしてしまい、隙をついたローガンの一撃で敗北した。
その後、ストライカーがミュータントの子どもを集め、最強のミュータント兵器を開発していること、とある島に施設があること、その施設から唯一逃げだしたミュータントがラスベガスにいることを伝えた。
エージェント・ゼロ / マーヴェリック
超人的な動体視力などの身体能力を持ち、セミオートの拳銃をフルオート並の速度で連射する等、常人には到底不可能なスピードでの銃捌きを行えるミュータント。韓国系。
ローガン脱退後もチームXに所属してストライカーに協力し続ける。民間人の殺害司令をも何のためらいもなく実行するなど性格は冷酷非道。アダマンチウムで強化されたローガンの脱走時に追撃任務を行うも、バイクによる逃亡からの強烈なジャンプによりヘリのローターブレードを切り裂かれ、乗っていたヘリ共々撃墜され、致命傷を負う。
最後は「お前がいると罪のない良い人が死ぬな」とローガンを嘲笑した後、漏れていた燃料に火を付けられて機体ごと爆発して死亡した。
ウェイド・ウィルソン / デッドプール / ウェポンXI（イレブン）
日本刀を用いた二刀流を操る男性ミュータント。おしゃべりで減らず口をよく叩く。外国語に堪能。
日本刀などの手持ちの武器を超振動させ切断力を高めることができる特殊能力と、自身に連射されるマシンガンからの銃弾を全て見切って斬り落とせるほどの身体能力を持つミュータントで、ストライカーからも「無駄口さえ叩かなければ“最高の兵士”」と評されるほどに、その戦闘力を高く買われていた。
その後、死亡したとされていたが、実際は「ウェポンXI計画」の素体に利用されていた。ミュータントキラー「デッドプール」として働く生体兵器「ウェポンXI（イレブン）」に変貌を遂げて映画後半に登場する。時間の関係で後述の両腕の刀身を除き、骨格にアダマンチウムはまだ結合されていなかったが、ヒーリング・ファクターを始めとした様々なミュータント能力の移植実験体となり、ストライカーにとっての“最高の兵士”へと変貌させられた。
ローガンと対峙した際には口を縫われた挙げ句癒着されたように封じられ、一言も喋れなくされていた。本人の意識も奪われており、ストライカーが操作するパソコン端末からの指令に従って行動する。ローガンの爪のように両腕の中にアダマンチウム製の刀身を持ち、同じように皮膚を突き破らせて取り出して使う。他にもジョン・ライスのテレポート能力や、捕獲されていた（後の）サイクロップスのオプティック・ブラストの能力を使用した。オプティック・ブラストを使用する時には、コミックでデッドプールが使用しているマスクに似た黒い模様が目の回りに浮かび上がる。
ローガンとビクターの二人を相手に互角の戦いを繰り広げるが、オプティック・ブラストを防いで熱せられたアダマンチウムの爪で首を切断され敗れる。
しかしエンドロール終了後、瓦礫の中で本体の手が何かを探すように動き、頭部に触れた瞬間に蘇生。いつの間にか縫合が解けた口で、画面越しの鑑賞者側にカメラ目線で「シィー」と口止めを求めるような声を発した。
ウィリアム・ストライカー
ミュータントにより編成された特殊部隊「チームX」を作りだした男で、本作の全ての元凶。階級は物語序盤は少佐だったが、3年後は大佐へと昇格している。
軍隊で銃殺刑となっても生き延びたローガンとビクターを見出し、自らの戦闘部隊「チームX」へと編入させる。性格は冷酷で目的のためなら如何なる手段をも問わない。ローガンが脱退後もチームXは活動を続けるが、ビクターとエージェント・ゼロ以外のメンバーは次々脱退していた模様。ビクターに関してはローガンに「脱走して行方は判らない」と話していたが、実際には彼らはずっと協力関係にあり、全てはローガンを強化する「ウェポンX計画」の一部であり、その強化にも成功してみせる。ローガン脱走後も権限を拡大し、研究施設である「島」で「ウェポンXI（イレブン）計画」を進めていた。
実は息子がミュータントで妻を殺害されるという事件が起きており、その怨恨が彼のミュータントへの態度と非人道性への遠因となっている。
最後は、ケイラ、ローガンにアダマンチウムの銃弾を放ち、意識を失ったローガンの側でケイラを射殺しようとするも、ケイラの催眠能力によって無力化してしまい、戒めとして、足に血が滲むまで歩き続けることとなった。その後、歩いていた所をアメリカ兵達に発見され、マンソン殺害の件について問い詰められていた。
ケイラ / シルバーフォックス
ローガンがチームXから離脱して6年たった後に登場する女性。
ローガンと恋人となるが、ビクターに殺害される。彼女の言葉がローガンに「ウルヴァリン」を名乗らせる切っ掛けとなる。
実は彼女の死は偽装されたものであり、全てはストライカーの計画であったことが明かされる。彼女自身もミュータントであり、同じくミュータントの妹を人質に取られていた。接触することで精神を操作する能力を持つが、ローガンとの愛情は能力ではなく真実のものであり、彼を深く愛していた。また、ビクターにはその能力が通用していない。
ウェポンイレブンと交戦するローガンから離れ、他の捕まってしたミュータントと共に逃げ道を探すも、ストライカーの私兵に腹を撃たれてしまい、妹たちを先に逃がす。
最終決戦後は、ローガンに発見されるも、不意をついたストライカーによってローガンが頭を撃たれ失神、自身も致命傷を負ってしまったが、隙をつきストライカーに催眠をかけ撃退し、静かに命を落とした。
レミー・ルボー / ガンビット
ローガンがチームXから離脱した6年後に登場する。
ストライカーの実験施設「島」で2年間人体実験を受け、脱走した過去を持つ。当初はローガンを追っ手だと思いこんでいた。
現在はカードゲームで生活費を稼いでいる。「島」にいた頃からギャンブルが得意で周囲を沸かせていたことから、「ガンビット」の異名を得た。個人で飛行機を所有している。人体実験に関して2年間地獄を味わったといい、もう「島」には戻らないと発言している。
物体にエネルギーを込め、それを自在に放出する能力をもち、作中ではカードにエネルギーを込めて弾丸のように射出したり、得意とする棒術でエネルギーを大地に流し込んで衝撃を与えることなどができる。また、能力の応用でエネルギーを溜めることで垂直の壁面を走り、放出することで大ジャンプするといった離れ業も見せた。
研究施設を壊滅させることを条件に「島」にローガンを連れていく。一度は別れたが、後にローガンの危機に駆けつけ命を救ったり、捕らえられた子供たちを逃がすのに協力するなど根はいい人物。
最後はストライカーによって記憶を破壊されたローガンと対面し、彼が独自の行動をとると伝えると、了承し袂を別つ。
ミュータントの子供たち
ウェポンXIのためにかき集められたミュータント能力を持つ少年少女。全員が施設内で拘束されていたが、ローガンの活躍で脱出する。
その中にまだ能力をコントロールできていないが、目から破壊光線、オプティック・ブラストを放つ事が出来るスコット・サマーズ（サイクロップス）がおり、彼の能力は解析され、ウェポンXIに移植されている。脱出時にプロフェッサーXに誘導され、彼に保護された。
また、ケイラの妹のエマも劇中で自分の肉体をダイヤモンドのように硬化させるミュータント能力を見せている。
劇場では流されなかったものの、宣伝などでは、幼い頃のストームも存在が確認されている。

## キャスト
| 役名                                              | 俳優                           | 日本語吹替 |
| ------------------------------------------------- | ------------------------------ | ---------- |
| ローガン（ウルヴァリン）                          | ヒュー・ジャックマン           | 山路和弘   |
| ビクター・クリード（セイバートゥース）            | リーヴ・シュレイバー           | 石塚運昇   |
| ウィリアム・ストライカー                          | ダニー・ヒューストン           | 野島昭生   |
| ケイラ（シルバーフォックス）                      | リン・コリンズ                 | 安藤麻吹   |
| レミー・ルボー（ガンビット）                      | テイラー・キッチュ             | 平田広明   |
| ジョン・ライス（ケストレル）                      | ウィル・アイ・アム             | 江川央生   |
| ウェイド・ウィルソン（デッドプール / ウェポンXI） | ライアン・レイノルズ           | 加瀬康之   |
| エージェント・ゼロ                                | ダニエル・ヘニー               | 磯部弘     |
| クリス・ブラッドリー（ボルト）                    | ドミニク・モナハン             | 中國卓郎   |
| フレッド・デュークス（ブロブ）                    | ケヴィン・デュランド           | 乃村健次   |
| スコット・サマーズ（サイクロップス）              | ティム・ポーコック             | 宮野真守   |
| エマ・フロスト（ケイラの妹）                      | ターニャ・トッティ             | 安原麗子   |
| ジェームズ・ハウレット（幼少時のローガン）        | トロイ・シヴァン               | 本城雄太郎 |
| ジョン・ハウレット（ジェームズの父）              | ピーター・オブライエン         |            |
| エリザベス・ハウレット（ジェームズの母）          | アリス・パーキンソン           |            |
| 幼少時のビクター                                  | マイケル＝ジェームス・オルセン | 海鋒拓也   |
| トーマス・ローガン（ビクターの父）                | アーロン・ジェフリー           |            |
| マンソン将軍                                      | スティーヴン・リーダー         | 大塚周夫   |
| トラヴィス・ハドソン                              | マックス・カレン               | 藤本譲     |
| ヘザー・ハドソン                                  | ジュリア・ブレイク             | 翠準子     |
| チャールズ・エグゼビア（プロフェッサーX）         | パトリック・スチュワート       | 大木民夫   |

## スタッフ
- 監督：ギャヴィン・フッド
- プロデューサー：ヒュー・ジャックマン、ジョン・パレルモ、ローレン・シュラー・ドナー、ラルフ・ウィンター
- アソシエイト・プロデューサー：ホイットニー・トーマス
- 脚本：デヴィッド・ベニオフ、スキップ・ウッズ
- 撮影：ドナルド・マカルパイン
- 衣装：ルイーズ・ミンゲンバック
- 音楽：ハリー・グレッグソン＝ウィリアムズ
- 編集：ニコラス・デ・トス、メーガン・ギル
- VFX：ハイドラックス
- エグゼクティブ・プロデューサー：リチャード・ドナー、スタン・リー
- キャスティング：クリスティン・キング、デブラ・ゼイン
- プロダクション・デザイン：バリー・ロビンソン
- 特殊メイク：アレック・ギリス、トム・ウッドラフ・Jr
- 共同製作：ルイス・G・フリードマン
- 製作スタジオ：シード・プロダクション

## Blu-ray/DVD
20世紀フォックス ホーム エンターテイメント ジャパンより2010年1月22日にBlu-ray Disc、2月3日にDVDの2フォーマットをリリース。
- Blu-ray
  - ウルヴァリン：X-MEN ZERO ※2枚組/初回生産限定

※初回生産限定はキラーパッケージ仕様。またデジタルコピー用DVDも付属した2枚組。
- DVD
  - ウルヴァリン：X-MEN ZERO ※2枚組特別編/初回生産限定

※初回生産限定は特典ディスクの中にデジタルコピー用ファイルを収録。
※先着予約特典として、Blu-ray/DVDのどちらにもMARVEL製の限定カバーアートブックを付属。